# Torpoint
Torpoint är en ort och civil parish i Storbritannien.   Den ligger i grevskapet Cornwall och riksdelen England, i den södra delen av landet, 300 km väster om huvudstaden London. Torpoint ligger 14 meter över havet och antalet invånare är 8 825.
Terrängen runt Torpoint är platt. Havet är nära Torpoint söderut.  Närmaste större samhälle är Plymouth, 3,7 km öster om Torpoint. Runt Torpoint är det i huvudsak tätbebyggt.